# Anaphantis
Anaphantis is een geslacht van vlinders van de familie stippelmotten (Yponomeutidae).

## Soorten
- A. aurantiaca (Lucas, 1889)
- A. aurifraga Diakonoff, 1948
- A. isochrysa Edward Meyrick, 1907
- A. protona Edward Meyrick, 1910
- A. zonotorna Edward Meyrick, 1925